# Josep Ferré
Josep María Ferré Ybarz (Barcelona, España, 26 de noviembre de 1983) más conocido como "Coco" es un entrenador de fútbol español. Actualmente dirige a la Selección de fútbol de Filipinas.

## Trayectoria
Ferré comenzó su carrera como entrenador en la academia de CE Europa. Posteriormente trabajó en la academia de CE Premià antes de trabajar en el fútbol base del FC Barcelona. Después de trabajar con el FC Barcelona, formó parte de una Academia de fútbol en Egipto y por el Kitchee SC de Hong Kong.
En 2013 llegó a Tailandia donde trabajó como director de la academia en Buriram United Football Club, donde también entrenó al equipo "B". Desde enero hasta noviembre de 2015 entrenó al Ratchaburi Mitr Phol Football Club de la Liga de Tailandia al que dirigió durante 31 encuentros. Durante la temporada 2016-17 sería segundo entrenador del Bangkok Glass, formando parte del cuerpo técnico del australiano Aurelio Vidmar y Surachai Jaturapattarapong.
El 27 de noviembre de 2017 fue nombrado primer entrenador del Bangkok Glass al que dirigiría en 7 encuentros hasta marzo de 2018. Desde agosto hasta diciembre de 2018, sería entrenador del Bayamón FC de la Liga Puerto Rico, un club miembro de la Academia de Fútbol de David Villa, al que llegaría a través de Josep Gombau con el que había trabajado en la cantera del FC Barcelona y en el Kitchee SC (Hong Kong). En julio de 2019, se marcharía a la India para ser entrenador asistente y analista de vídeo de Alejandro Menéndez en el East Bengal FC de la Superliga de India, sustituyendo a otro español Mario Rivera. El 21 de enero de 2020, tras la marcha de Alejandro Menéndez, Josep abandona el East Bengal FC.
En julio de 2022, firma como entrenador del Fútbol Club Ascó de la Primera Catalana, al que dirige hasta el 25 de noviembre de 2022.
El 8 de diciembre de 2022, se convierte en entrenador de la Selección de fútbol de Filipinas, al que dirigió hasta marzo de 2023.

## Clubes
| Club                                                | País        | Año       |
| --------------------------------------------------- | ----------- | --------- |
| Buriram United Football Club (director fútbol base) | Tailandia   | 2013-2014 |
| Ratchaburi Mitr Phol Football Club                  | Tailandia   | 2015      |
| BG Pathum United Football Club (2º entrenador)      | Tailandia   | 2016-2017 |
| BG Pathum United Football Club                      | Tailandia   | 2018      |
| Bayamón FC                                          | Puerto Rico | 2018      |
| East Bengal FC (2º entrenador)                      | India       | 2019-2020 |
| Fútbol Club Ascó                                    | España      | 2022      |
| Selección de Filipinas                              | Filipinas   | 2022-2023 |